# Cry Baby (Official髭男dismの曲)
「Cry Baby」（クライ・ベイビー）は、日本のバンド・Official髭男dismの楽曲。2021年5月7日にIRORI Recordsより配信限定シングルとしてリリースされた。テレビアニメ『東京リベンジャーズ』オープニングテーマとして書き下ろされた。

## 背景
2021年3月12日、本楽曲がテレビアニメ『東京リベンジャーズ』主題歌に起用されることが発表された。4月11日、本楽曲を使用したアニメのノンクレジットオープニング映像がYouTubeで公開され、同月21日には、FM802『LANTERN JAM TIMES』にて、フルサイズでの音源が初公開された。
5月3日、ミュージックビデオのティザー映像がYouTubeにて公開された。ミュージックビデオは、5月7日の楽曲のリリースと同時に公開された。
7月19日には、同年6月23日・24日に神奈川・ぴあアリーナMMにて開催されたワンマンライブ「Official髭男dism Road to「one-man tour 2021-2022」」での本楽曲のライブ映像がYouTubeにて公開された。
2022年8月29日からは、ダイドードリンコ「ダイドーブレンド」と『東京リベンジャーズ』のコラボ缶「東リベ缶」のCMソングとしても起用されている。

## 制作と音楽性
本楽曲は、転調の激しさが大きな特徴となっている。作曲を担当したボーカル・藤原聡自身が「『カラオケで突然キーを下げられたような感じがする』って言う人もいて」「たぶんですけど、フル尺で10回くらい転調してる」と述べており、一般的なポップ・ミュージックでは非常に珍しい急激な場面転換が繰り返されている。
藤原曰く、これは制作中の「ピアノを不意に間違えてしまったんです。でも、それが結果的にすごい転調の仕方をしていて面白くて」という閃きから生まれたものだという。また、楽曲のレコーディングとミキシングは、以前からバンドのエンジニアを務めてきた小森雅仁が行っている。
フィルターのかかったイントロで始まり、スタッカート気味に弾いたベースとピアノがユニゾンするAメロが続く。また、2番のAメロ後はBメロに行かず、急にテンポを半分にしたイントロを発展させたパートが始まっており、その後にやってきたBメロでは、1番とは全く異なったアレンジが施されている。

## 評価と受賞
- 評論家の千葉雅也は「今J-POPはこういう新しいステージにあるのかと驚いた。ポップ史へのランダムアクセスがよろけるメロディーになる。歴史が終わった後の音楽だ。時間が蒸発した後の迷宮」とコメントした[26]。
- 音楽ライターのs.h.i.は、レビューサイト・Mikikiに寄稿し「（本楽曲が）特に凄いのは、転調の面白さが誰にでもわかる形で提示され効果的に印象付けられていること」であると述べた。また「異物感を伴うゴツゴツした進行の仕方そのものが耳を惹く引っ掛かりとなり、ポップ・ミュージックとしての強力なフックを生んでいる」と分析している[22]。
- 批評家のimdkmは、音楽サイト・ローリング・ストーン日本版にて、本楽曲に関して「スウィングする躍動感あふれるグルーヴに貫かれているけれども、それが楽曲のBメロ〈いつも口喧嘩さえ〜目が潤んだ〉でふっと薄れ、あるいは途切れている」と指摘しており、これにより「歌メロが楽曲のリズムと緊張感を保ちながら伸びやかに動き出すような印象が生まれている」と述べた[27]。
- 音楽ライターの荻原梓は、本楽曲での藤原の激しいシャウトに、バンド結成のきっかけの一つとなったチルドレン・オブ・ボドム[注 1]の影響を、重厚なサウンド面には、藤原が好きであることを公言しているディープ・パープルやボン・ジョヴィ、ドリーム・シアターといったハードロック・メタルといった音楽の影響を指摘している[28]。

### 受賞
- J-WAVE SPECIAL MUSIC FUN! AWARDS 2021[注 2]「Best of Compose」（2021年）[29]
複数の作曲家から称賛のコメントが寄せられており、いきものがかり・水野良樹は「複雑だが、自然にポップスとして聴かせることができている」点が、バンドの「凄いところ」だとした[29]。
- 令和3年アニソン大賞（SMEJ）「作曲賞」（2021年）[30]
- MPA賞ヒット・ソング賞（JASRAC）（2022年）[31]

## チャート成績
本楽曲は、2021年5月12日公開（集計期間：2021年5月3日 - 5月9日）のBillboard JAPAN「Download Songs」にて、週末のみの集計で第2位（22,068DL）に初登場した。翌週にが、ダウンロード3位（17,272DL）、ストリーミング7位（6,247,796再生）を記録し、総合チャート「Hot 100」では、前週10位から順位を2つ上げ、8位を獲得した。
発売から2ヵ月が経過した7月3日、日本テレビ系『THE MUSIC DAY 2021』に出演し、本楽曲を披露すると、同週のチャートではダウンロード・ストリーミング共に順位を上げて8位とし、総合チャート「Hot 100」でも、7週ぶりにTOP10入りとなった。
その後も、同月14日に『2021 FNS歌謡祭 夏』、17日に『音楽の日』と立て続けに音楽番組に出演すると、7月21日公開の「Streaming Songs」では自己最高となる7位を記録し、「Hot 100」では、チャートイン11週目にして最高位となる7位を獲得した。
リリースから3ヵ月が経過した、8月4日公開の「Streaming Songs」では、前週7位から2つ順位を上げて5位を記録。さらに、翌週の同チャートでは、自己最高となる3位まで順位を上げ、ダウンロードでは4位、YouTube動画再生数では8位など、高順位を維持し、総合チャート「Hot 100」では5位として最高位を記録した。8月25日公開の「Streaming Songs」では4位を記録し、また同週付でストリーミング累計再生回数は1億回を突破した。

### 認定と売上
|                                 | 認定 (RIAJ)        | 売上/再生回数         |
| ------------------------------- | ------------------ | --------------------- |
| ダウンロード                    | 未公表             | 276,000DL以上         |
| ストリーミング                  | トリプル・プラチナ | 500,000,000回再生以上 |
| * 認定のみに基づく売上/再生回数 |                    |                       |

## ミュージックビデオ
ミュージックビデオの監督は「Pretender」以来、バンドの複数のミュージックビデオを手はけてきた新保拓人が務めており、スクラップを集めた豪華なセットで撮影されたものとなっている。2021年5月24日、セット設営の様子や悪天候の中、メンバーが撮影に挑む模様を収めたメイキング映像がYouTubeにて公開された。2022年5月27日には、YouTube内でのMV再生回数が1億回を突破した。

### 受賞
- MTV Video Music Awards Japan 2021「最優秀邦楽グループビデオ賞」（2021年）[46]

## テレビ披露
| 放送日        | 放送局       | 番組名                             |
| ------------- | ------------ | ---------------------------------- |
| 2021年7月3日  | 日本テレビ系 | THE MUSIC DAY 2021                 |
| 2021年7月14日 | フジテレビ系 | 2021 FNS歌謡祭 夏                  |
| 2021年7月17日 | TBS系        | 音楽の日                           |
| 2021年8月30日 | TBS系        | CDTVライブ!ライブ! 3時間スペシャル |
| 2021年9月9日  | NHK総合      | SONGS                              |

## カバー
- レイヤ（RAISE A SUILEN）-『東京リベンジャーズ』と、ゲーム「バンドリ! ガールズバンドパーティ!」のコラボレーションの一環として、2022年5月21日にゲーム内に追加収録[52]。同年12月14日発売の『バンドリ！ ガールズバンドパーティ！ カバーコレクション Vol.7』でCD初収録。
- 相川七瀬 - カバーアルバム『ROCK MONSTER』（2023年11月8日発売）に収録[53]。